# 알렉세이 체레미시노프
알렉세이 보리소비치 체레미시노프(러시아어: Алексе́й Бори́сович Черемиси́нов, 1985년 7월 9일~)는 러시아의 펜싱 선수로 주 종목은 플뢰레이다. 2012년 하계 올림픽에서 그는 남자 플뢰레 개인전과 단체전에 출전하였다. 그러나, 개인전에서 그는 8강에서 탈락하였고, 단체전에서는 5위를 기록하였다.